# Talijani
Talijani su jedan od najznačajnijih romanskih naroda nastanjen danas u Italiji i susjednim europskim i prekomorskim zemljama, osobito u Francuskoj, SAD-u i Argentini. 
Jezgru Talijanima daju drevni Latini koji su asimilirali ostala italska plemena i nametnula im latinski jezik. Ekspanzivnom politikom Rima i osvajanjima rimske vojske osvojena je do 272. pr. Kr. cijela Italija, da bi se nakon punskih ratova iza 146. pr. Kr. počeli širiti ogromnim područjem Europe, Azije i Afrike. Već u 2. stoljeću Rimsko Carstvo seže od Iberskog poluotoka i Britanskog otočja do Mezopotamije. Sa sobom Rimljani donose duhovnu i materijalnu kulturu. Grade ceste koje služe pokretima rimske vojske, akvadukte, arhitekturu, i što je veoma važno, šire latinski jezik. Latinizacijom domorodnih plemena u osvojenim krajevima nastaju u Europi novi narodi, prema njima, odnosno gradu Rimu (Roma), prozvani romanski narodi. Ove nove narode danas poznajemo kao Rumunje, Španjolce, Portugalce, Francuze, Retoromane, Valonce, Moldavce, Katalonce,  Arumunje ili Vlahe i druge manje zajednice.
Talijana danas u Italiji (ne računajući raznorazne druge narode) ima preko 22 milijuna. Težak život, osobito na jugu, u Kalabriji i Siciliji, mnoge je otjerao u prekomorske zemlje, trbuhom za kruhom. U novim domovinama veoma su aktivni i kulturno i politički. Prema UN-ovim podacima u Italiji danas živi 65 nacija, dok Talijana danas ima uz Italiju u još 61 državi; u Francuskoj (2005) preko milijun; u SAD preko 900,000; u Argentini 1,8 milijun i drugdje.

## Ime
Korijen talijanskog imena nalazi se u eponimu Italus (grčki Italós). U grčkom mitu sin je Telegoma i Penelope. Po drugim mitovima vođa je sicilijanskih Sikula ili pak Ligura. Ovaj eponim spominje se u raznim verzijama mitskih događanja. Možda je značajno napomenuti da je podanike priveo sjedilačkom životu, te ih vodio čak do Lacija (zemlja Latina), gdje je dobio sinove Sicula i Roma. Od Italusa narodi Italika dobivaju svoje ime, a ono se prenosi kroz stoljeća do tal. naziva Italiani, engl. Italians, ili hrvatskog Talijani.

## Povijest

### Podrijetlo
Talijani su potomci starih plemena koja su se još početkom prvog tisućljeća pr. Kr. nastanila u krajevima između Alpa, i po cijelom Apeninskom poluotoku i Siciliji. Ovi narodi bili su različitog podrijetla. Najstariji su svakako bili Liguri i Iliri, koje su talijanski preci potisnuli potkraj 2. i početkom 1. tisućljeća pr. Kr. Negdje u 8. stoljeću pr. Kr. između rijeke Arno i Tiber nastanili su se i Etruščani, koji su se u 7. st. pr. Kr. proširili sve do rijeke Po i Korzike. Bili su u tim krajevima nastanjeni još mnogi narodi. Tako su u područjima oko današnje Venecije živjeli Veneti, a niže na poluotoku Mesapi (Messapii) i Japigi (Iapyges) u Apuliji. Na Siciliji su živjeli Siculi, Sicani i Elimi (engl. Elymi).
Sabinjani (Sabini) i Latini živjeli su u Laciju zajedno s Faliscima, Ekvima (Aequi), Hernicima i Ausonima. U Abruzzima bijahu Vestini, Paeligni i Marsi.
Frentani, Picenti i Marrucini naseljavali su središnju obalu Jadrana. Samniti i Lucani živjeli su u Moliseu i Basilicati. Sva su ova plemena utjecala na stvaranje kasnijih Talijana. Jezgru nove nacije svakako su dali oni narodi i plemena po kojima su Talijani dobili ime, zvali su se Italici ili Itali. Italici nisu bili jedno pleme, bili su podijeljeni na četiri glavna plemena, to su: Latini, Falisci, Osci i Umbri ili Umbrijci. Ovo su bili vrijedni ljudi koji su živjeli od poljodjelstva i uzgoja stoke. Širenjem moći Rima negdje od 5. stoljeća pr. Kr. italska plemena ušla su u sklop Rimske Republike i postali mu saveznici. Dobili su rimsko građansko pravo nakon savezničkog rata koji se vodio od 90. do 89. pr. Kr.
Fenička kolonizacija obala zapadnog Mediterana ograničena je u Italiji na Sardiniju i zapadnu Siciliju i prethodi Grčkoj. Nastaju punski (fenički) gradovi Trapani, Palermo, Cagliari. Dolazi do 3 punska rata koji su se vodili 254. – 241. pr. Kr.; 218. – 201. pr. Kr.; i 149. – 146. pr. Kr.
Tokom 8 stoljeća pr. Kr. u Italiju dolaze Grci. Dolaze s Eubeje, Argolide, Krete, Egejskih otoka i Lokrije, i naseljavaju se na južnim obalama od Campanije do Apulije i istočnoj i južnoj Siciliji. Ove grčke kolonije poznate su kao Magna Grecia. Grci su osnovali gradove Taranto, Metaponto, Posidonia, Naxos (Taormina), Zancle (Messina), Pitecusa (Ischia). Korinčani osnivaju poznatu Siracusu (8. st. pr. Kr.). Bilo je još gradova što ih osnovaše Grci. Na sjeveru Italije javljaju se Gali, oni prelaze Alpe i postupno naseljavaju rijeku Po.

### Stara plemena
Već tijekom Bakrenog doba u području planine Alban, upravo južno od ušća Tibera, naseljena su plemena poznata kao Italici. Oni su agrikulturan i pastirski narod, među kojima i Latini. Italici pripadaju Indoeuropskim narodima unutar koje čine lingvističku skupinu. Latini osnovaše Rim sredinom 8. stoljeća pr. Kr. na jednom od brežuljaka (Palatin) u močvarnoj depresiji. Latini što bijahu živjeli u gradu širili su se postepeno kroz period vladavine rimskih kraljeva: Romul, Numa Pompilije, Tul Hostilije, Anko Marcije i trojicom Etruščana Tarkvinije Prisko, Servije Tulije i Tarkvinije Oholi. Oholi bijaše posljednji rimski car.
Falisci, veoma bliski s Latinima, čije se neveliko područje prostiralo sjeverno i istočno od Rima. Njihova središta bijahu: Falerii, Faliscus i Ferentinus. Ovaj narod zbog blizine Latina uskoro je nestao i asimiliran. Nestali su do nove ere.
Osci, pripadaju osko-umbrijskoj grani Italika. Glavna im plemena bijahu Samniti, Marrucini, Paeligni, Vestini. Osci su se raširili središnjom i južnom Italijom, postupno asimilirajući razna domorodna plemena. U 5 stoljeću pr. Kr. njihov jezik se veoma raširio područjem što ga danas naseljavaju južni Talijani. Smatra se najarhaičnijim italiskim jezikom.
Umbri i susjedna plemena. U prvoj polovici prvog tisućljeća pr. Kr. Umbri naseljavaju krajeve sjeverne obale Jadrana što se prostiru južnije od Venecije. Njima su srodni Volsci, Paeligni ili Peligni, Aurunci i Piceni. Za ove posljednje se smatra da su stranog porijekla, točnije nepoznatog. Za Picene se zna da su obožavali djetlića (latinski picus) kao svetu životinju. Pod jakim utjecajem Umbrijaca oni su naposljetku italizirani. Volsci su živjeli južno od Rima i često se spominju u latinskim izvorima. Plemena Marsi, Ekvi, Hernici i Sabinjani također pripadahu osko-umbrijskim narodima, vjerojatno srodni Umbrima. Gravitirali su prema Rimu, i veoma rano pali pod njihov utjecaj.

## Talijani u Hrvatskoj
U Hrvatskoj živi približno 30000 pripadnika talijanske nacionalne manjine. Pretežno su nastanjeni u Istri, na Kvarneru i u Dalmaciji, gdje se smatraju autohtono stanovništvo. Tijekom XVIII stoljeća mnogobrojni talijanski obrtnici naselili su se na području grada Zagreba i Slavonije, gdje njihovi potomci i danas žive. U Rijeci izdavačka kuća EDIT izdaje na talijanskom jeziku: dnevne novine "La Voce del Popolo", dvotjednik "Panorama", dječji časopis "Arcobaleno", kulturni časopis "La Battana", romane, zbirke pjesama, te školske knjige i priručnike za potrebe talijanske nacionalne manjine u Hrvatskoj i u Sloveniji. 
U Rijeci u sklopu Hrvatskog Narodnog Kazališta "Ivan pl Zajc" djeluje Talijanska Drama (Dramma italiano). U sklopu riječkog i pulskog studija Hrvatskog radija emitiraju se svakodnevno vijesti na talijanskom jeziku. U nekim gradovima Istre i u Rijeci djeluju osnovne i srednje škole u kojima se sva nastava odvija na talijanskom jeziku. Hrvatski Ustav priznaje talijanskoj nacionalnoj manjini pravo na jedno zastupničko mjesto u Saboru.

## Etnografija

### Znanost i kultura
Talijani su mediteranski narod, topao i srdačan, rado će podijeliti radosti života s drugima. Vole pjesmu i ples i na glasu su kao šarmeri. Padom Rimskog Carstva na tlu Italije dolazi do velikih promjena. Počinje cvjetati kultura na vlastitom poluotoku. Javlja se renesansa, razvija se umjetnost i rađaju ljudi koji će ostaviti svoje tragove do danas širom globusa. Od vremena Augusta Cezara i Plinija, pa preko Galilea i Da Vincija rodili su se mnogi znanstvenici koji će olakšati život čovjeku. Još je Galileo Galilei 1592. učinio prvi termometar. Godine 1800. Alessandro Volta pronalazi prvu bateriju. Dvadesetogodišnji Gugliemo Marconi na postaji Poldhu, u Cornwallu, eksperimentira s Morseovim znakovima, šalje tri slova s na udaljenost od preko 2,000 milja, preko Atlantika na Newfoundland; godinu 1932. možemo smatrati rođenjem radio telekomunikacija, prvog kratkovalnog radio aparata na svijetu. Talijani mnogo utječu i na glazbu. Muzičke bilješke u Italiji stare su preko 1000 godina, a prva opera izvedena je prije kojih 400 godina. Poznati Bartolomeo Cristofori (1655–1732) prvi pijano napravio je prije nekih 300 godina.

### Život i običaji
Italija, bogata europska zemlja, živi od industrije i uslužnih djelatnosti. Poljoprivreda je na zadnjem mjestu, a proizvodi se voće, povrće, grožđe, maslinovo ulje, krumpir, soja, i šećerna repa. Ribarstvo je značajno jer Talijani vole ribu i imaju jaku ribarsku flotu. Bogatstvo ipak nije ravnopravno raspodijeljeno. Jug je ostao siromašan, i toga radi opustjela su mnoga sela. Mnogi južni Talijani sele u urbana središta sjevera ili druge zemlje za boljim životom i lakšom zaradom.
Poljoprivreda i ribarstvo ostalo su glavna zanimanja Talijana s juga. Proizvode voće i povrće za svoje potrebe, maslinovo ulje i vino i malo poznata durum pšenica (vrsta pšenice; Triticum durum, zvana i macaroni-pšenica). Neke obitelji posjeduju farme, i one su većinom malene.
Talijani, bogati ili siromašni, vole se proveseliti uz pjesmu, ples, vino i dobru hranu. Talijani održavaju kroz godinu razne festivale, pa tako i one vezane uz dobro jelo. Jedna od najskupljih gljiva na svijetu, tartuf, uzrok je raznim festivalima hrane koji se održavaju po mnogim talijanskim gradovima. Tokom prva dva vikenda pretposljednjeg mjeseca u godini u toskanskom gradiću Giovanni d’Asso održava se festival tartufa. Uz njih možemo naći i gastronomski sir parmezan i vino 'Chianti Classico'. Uz tartufe naravno idu i ravioli, carpaccio (klasično: dimljena govedina) i parmezan. Slično je i po drugim talijanskim gradovima: San Miniato, također u Toskani; Aqualagna u provinciji Pesaro; Bobbio u Emiliji; Alba u Piemontu; Calestano u provcinciji Parma; i Savigno u provinciji Bologna.

### Glazba i ples
Glazba ima veliku ulogu u životu Talijana. Ljubav prema glazbi odrazila se i kroz duhovnu i materijalnu kulturu Talijana. Oni su i danas dobri pjevači, a mladić se djevojci udvarao serenadom ispod prozora. Glazba se uvukla u sve pore života. Njihovi najpoznatiji majstori u izradi glazbenih instrumenata su već spomenuti Bartolomeo Cristofori s prijelaza iz 17 u 18. stoljeće. Andrea Amati i sinovi Antonio i Girolamo, te Antonio Stradivari i Giuseppe Guarneri, svjetski su poznati majstori u izradi violina.
Talijanska glazba, od opere (kao što je La Traviata) pa do popularne glazbe, svakodnevna je u talijanskom životu. Nose je svuda sa sobom. S plesom, koji je usko vezan uz glazbu, isti je slučaj. Ne samo u Italiji, oni su ga sa sobom donijeli i u druge krajeve gdje su se naselili. I dan danas u Americi Talijani su ponesli i proslavili tarantellu, prati ga mandolina, talijanska gitara.

### Kuhinja
Kuhinja Talijana je upravo ona, 'Talijanska kuhinja', poznata širom svijeta. Još je Marco Polo, rođen možda na Korčuli, inače mletački državljanin, iz Kine donio tjesteninu, danas poznatu kao Spaghetti (u značenju uzice), Talijani više danas ne mogu bez nje. Špageti i tjestenina zavladali su talijanskim stolom. Obožavaju je sa sosom od rajčica ili s mljevenim mesom i nazivaju prema gradovima spaghetti milanese i spaghetti bolognese. Spaghetti bolognese nazivani kulinarski i Ragù alla Bolognese, pripremaju se od kuhanih špageta i prelijevaju sa sosom od mljevene govedine, s dodatkom olivinog (maslinovog) ulja, luka, mrkve, origana, celera, sosa od rajčice i nešto crvenog vina, po želji se dodaje i čili-papričica. Druga jela s tjesteninom također su omiljena, a Talijani su njima 'osvojili' svijet.
Osobitu popularnost stekla je 'pizza', postala je toliko popularna da se širom svijeta otvaraju ugostiteljski objekti (pizzeria) za posluživanje ove poslastice. Korijeni porijekla ove hrane, čini se, dosežu skroz do vremena, smatra Cliff Lowe, grčke kolonizacije južnih obala današnje Italije. Okrugla plosnata lepinja posipa se i prekriva maslinovim uljem, sosom od rajčice, sirom i drugim. Danas od bezbrojnih vrsta pizza možemo spomenuti na primjer Buffalo Chicken Pizza s pilećim prsima, koju se u američkoj Philadelphiji može nabaviti kao autentična talijanska hrana.
Kako su Talijani, poput Grka, mediteranski narod uveliko okrenut moru, naravno da veliku ulogu u kuhinji ima i riba, a u mediteranskom duhu i kvalitetna vina i maslinova ulja.

## Vanjske poveznice
- Italy's Culture
- Italian Dances